# Buttgrabbeln
Buttgrabbeln ist eine alte Fischfangtechnik aus Ostfriesland. Sie ist in ihrer Anwendung dem Buttpedden ähnlich.

## Herkunft
Die Bezeichnung ist eine Zusammensetzung des Begriffs Butt, mit dem in Ostfriesland verschiedenste Arten von Plattfischen bezeichnet werden, sowie des niederdeutschen Wortes grabbeln, das mit den Fingern [herum]tasten beziehungsweise tastend, mit den Fingern herumwühlend [in die Hand] nehmen bedeutet.
Beim Buttgrabbeln zogen eine oder mehrere Personen mit Kartoffelsäcken bei Einsetzen der Ebbe barfuß in das Wattenmeer. Dort suchten sie die Priele auf, in denen sie Butt, Scholle und andere Plattfische vermuteten. Dort fingen sie die Tiere mit der Hand und verwahrten sie anschließend im mitgeführten Kartoffelsack. Diese Methode war noch bis in die 1960er Jahre gebräuchlich. Inzwischen gelten die Bestände als überfischt.